# Art de la fuste
Pour les articles homonymes, voir Fuste.

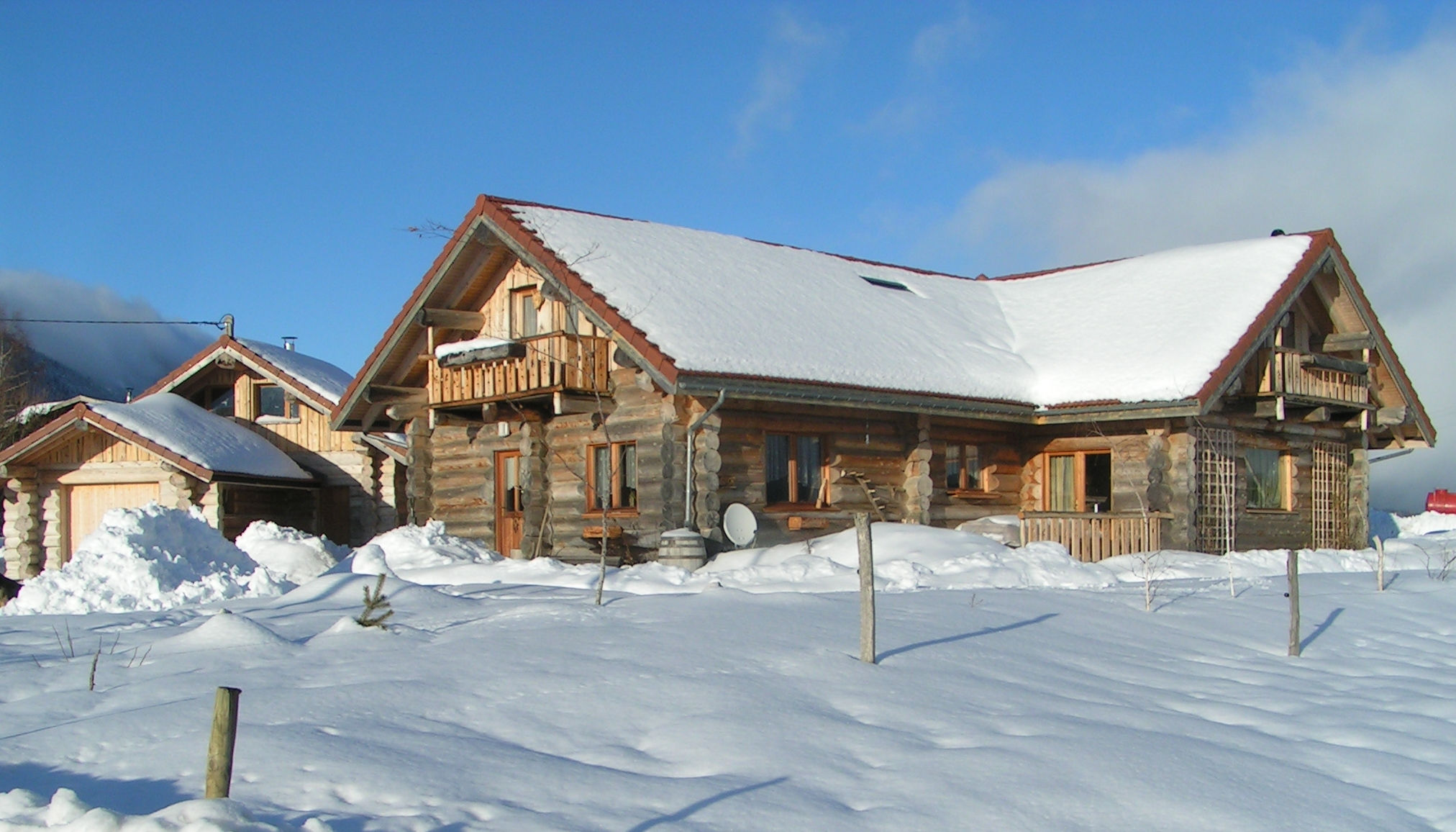
Maison moderne construite selon la technique de la fuste dans le Vercors (2004).

L'art de la fuste est une technique de construction en bois par empilage de grumes écorcées mais non calibrées, avec un contre-profil pour assurer l’étanchéité. Elle relève de la construction en rondins empilés, largement utilisée dans les pays nordiques, la Russie, le Canada et les États-Unis,.

## Évolution sémantique du terme «fuste»
En ancien moyen français, la fuste est une « pièce de bois » ou une « futaie » ; il s'agit d'un féminin à valeur collective tiré du pluriel de fustum « arbre », neutre refait sur le latin classique fustis, « bois coupé, pieu, bâton, trique » et « tige, tronc » en bas-latin,.
Selon le glossaire du volume Dauphiné du Corpus de l'architecture rurale française, publié en 1977, « fuste » est la forme francisée de fusto, désignation en franco-provençal de l'étage en bois de la maison du Queyras (Hautes-Alpes) mais aussi de la grange en bois de l'ensemble du domaine dauphinois. Dans son Vocabulaires et toponymie des pays de montagne, paru en 2006, Robert Luft définit la fuste comme superstructure d'une maison ou grange de montagne composée de poutres superposées.
Le terme « fuste », au sens inédit de maison en rondins bruts, est apparu en 1995 avec la sortie du livre L'Art de la fuste. Apprentissage, de Marie-France et Thierry Houdart, créateurs, en 1980, d'une entreprise artisanale de construction de maisons en bois brut.

## Mode constructif
L'art de la fuste est une technique de construction par empilage de grumes écorcées mais non calibrées, avec un contre-profil pour assurer l’étanchéité.
Le matériau mis en œuvre est le fût ou tronc d'arbre simplement écorcé, utilisé dans des longueurs pouvant atteindre 11 mètres et des diamètres de 25 à 40 cm, voire plus.
Les essences utilisées sont essentiellement le douglas, le mélèze, l'épicéa des forêts locales. Les résineux sont choisis pour leur aspect rectiligne.
Le compas à double niveau est l'outil indispensable qui permet d'ajuster la forme du fût du dessus sur celle du fût du dessous.
Le façonnage est effectué en grande partie à la tronçonneuse. Les joints de butyl ou de caoutchouc assurent l'étanchéité thermique. D'autres isolants écologiques comme la laine de mouton ou le chanvre peuvent être utilisés pour jointer.